# Beutolomäus und die Prinzessin
Beutolomäus und die Prinzessin ist eine aus 12 Folgen bestehende deutsche Fernsehserie des Regisseurs Jürgen Weber, der auch als Darsteller Ritter Heiner fungiert, aus dem Jahr 2007. Die Länge der einzelnen Folgen beträgt etwa 10 Minuten.  In Spielfilmlänge wurde die Serie in einer 60-minütigen Version zusammengefasst am 18. Dezember 2011 von das Erste gesendet.

## Handlung
Beutolomäus ist als sprechender Geschenkesack eine große Hilfe für den Weihnachtsmann, muss sich jedoch in dieser Serie gegen Eleonore durchsetzen, die eine zickige Prinzessin ist. Sie will unbedingt, dass das Weihnachtsfest im Sommer stattfindet. Des Weiteren lässt ein ihr folgsamer Minister eine hohe „Weihnachtssteuer“ von den Dorfbewohnern eintreiben. Hier muss Beutolomäus einschreiten.
Unterstützung bei seinem Vorhaben erhält Beutolomäus von Knut, einem Stallknecht, der sich zu einem echten Freund für Beutolomäus entwickelt. Im weiteren Verlauf gelingt es Beutolomäus sogar, die Prinzessin auf seine Seite zu ziehen und gemeinsam dem Minister das Handwerk zu legen. Auch gelingt es ihm, der Prinzessin auszureden, weiterhin an ihrem Plan festzuhalten, dass die Weihnachtszeit im Sommer stattfinden soll.

## Kritiken
Kino.de konstatiert: „Weihnachtsserie für die ganze Familie“.

## Episodenliste
1. Weihnachten im Sommer
2. Die Befreiung
3. Der Hofsack
4. Die schwere Aufgabe
5. Flucht von der Burg
6. Besuch im Dorf
7. Überfall im Wald
8. Der passende Fuß
9. Die arme Prinzessin
10. Eingesperrt
11. Wo ist Eleonore?
12. Das Wiedersehen im Dorf

## Erstausstrahlung
Die erste Folge von Beutolomäus und die Prinzessin wurde am 2. Dezember 2007 erstmals im KiKA ausgestrahlt, fortan zweimal täglich. In Spielfilmlänge wurde die Serie zusammengefasst am 25. und 26. Dezember 2007.